# 青いおむつ症候群
青いおむつ症候群（英: blue diaper syndrome）あるいはトリプトファン吸収不全症とは、必須アミノ酸の1つであるトリプトファンの小腸からの吸収がうまくいかないために種々の症状が現れる家族性の疾患である。出生直後から発症し特徴的にオムツが青く染められるのでこの名が付いている。この症候群では高カルシウム血症が必発で高カルシウム血症によりさまざまな病変（特に発育障害、腎結石から腎不全など全身への石灰沈着）が起きる。非常にまれで発症率を推定できるほどの症例がなく、高カルシウム血症を防ぐ治療で症状の進行を遅らせることはできても予後不良の経過をたどり根本的な治療法はない。

## 疫学
この症候群が初めて記載されたのは1964年、Drummondらによってである。きわめてまれな疾患であり、地域･人種別や性別の発症率などは不明である。先天性代謝異常のスクーリングテストの陽性者のなかでも第二次のスクーリングテストではそのなかでこの症候群は0.09％程度とされる。

## 遺伝
家族性疾患であり、常染色体劣性遺伝もしくはX染色体劣性遺伝と考えられているが原因遺伝子は特定されていない。1962年,Michaelらが見た症例では兄・弟のそれぞれがこの症候群を発症したことが報告されている。この兄弟の両親は健康であり両親に血縁関係はない。

## 病因
この症候群の本体は小腸からのトリプトファンの吸収障害である。種々の症状は小腸でトリプトファンが吸収されないために腸内に大量に残ったトリプトファンが腸内細菌によって分解されインドールが過剰に発生することに起因する。
遺伝子異常の原因で小腸でトリプトファン単独の輸送系(小腸細胞の特異的トランスポーター)に異常が起こり小腸でトリプトファンの吸収障害が起こり、便中に増加したトリプトファンを腸内細菌が分解して有害なインドールが発生する。。インドールの多くは糞便として排出されるが一部は腸管で吸収される。腸管で吸収されたインドールは門脈を循環して肝臓に行き肝臓ではインジカンに転化されさらにインジゴチン（インジゴブルー）になり尿中に排出される。腸内で増加したトリプトファンとインドールはキレート剤として働きカルシウムの小腸からの吸収を促す。またインドールはリンの尿管からの再吸収を阻害し、リンとカルシウムは拮抗するのでこの面でも血液のカルシウム濃度は高くなりうる。そのため高カルシウム血症になり、インジゴチン（インジゴブルー）が混じった尿によっておむつは青く染まる。

## 症状
出生直後から食欲不振、便秘、発熱、体重増加不良、異常顔貌が起こり、次第に貧血、衰弱、低身長、精神遅滞、眼症状、腎石灰症、組織への石灰沈着などが著明になっていく。さらに狭頭症や骨硬化症も起こるが、これらの症状の多くは高カルシウム血症によるものである。

## 診断・鑑別
おむつが青く染まる、高カルシウム血症、尿中インジカンの検出で診断される。ただし、過剰な便秘などで腸内の状態が異常になりインドールが過剰に生産されたり、類縁疾患のハートナップ病でもおむつが青く染まることと尿中インジカンの検出はありえるが高カルシウム血症は見られない。ハートナップ病ではアミノ酸尿がみられるが、青いおむつ症候群では尿のアミノ酸は正常である。また緑膿菌感染でもおむつが青変することはあるのでおむつが青く染まったことだけではこの症候群とは決め付けられない。

## 治療
疾患群を治癒させる根本治療はないが、症状はトリプトファンが吸収されないために腸内で増えることからもたらされるインドールの発生とそれらによる高カルシウム血症によって症状が進行するので、低トリプトファン食とビタミンDおよびカルシウムの摂取制限で症状の進行が抑えられる。抗生剤ネオマイシンの経口投与で腸内細菌を抑えひいてはトリプトファンのインドールへの分解を防ぎうる。ただし、長期的に本症候群の予後不良経過を改善する事はできない。

## 類縁疾患
青いおむつ症候群ではアミノ酸の中でトリプトファンだけが腸での吸収を障害されるが、同じく常染色体劣性遺伝性であるハートナップ病ではトリプトファンを含む多くのアミノ酸の吸収障害が腸と尿細管で起こる。便中の各種アミノ酸量が増加し青いおむつ症候群と同じく増えたトリプトファンは腸内細菌でインドールに変えられインジカンとして尿に排出される。腸だけでなく尿細管でのアミノ酸の再吸収も妨げられるためハートナップ病では尿はアミノ酸尿となり、この点で青いおむつ症候群とは異なる。ハートナップ病では皮膚症状や神経症状も見られるが、高カルシウム血症はおこらず知能発達は多くの例では正常である。